# 佤邦民族民主青年团
佤邦民族民主青年团是佤邦聯合黨领导的青年组织，受佤邦联合党中央委员会管辖，在佤邦简称“团”。它在组织架构上模仿中国共产主义青年团，其章程《缅甸佤邦民族民主青年团章程》内容与《中国共产主义青年团章程》极其类似。在中学生和佤邦联合军中发展新团员；团员年龄为14至28周岁。
2016年3月13日下午，佤邦民族民主青年团首次团工作委员会会议在邦康召开，团工委书记赵岩那莱、团工委常务副书记鲍三嘎、团工委副书记李赛荣、常委李肖员出席会议。
2020年12月3日上午，在佤邦人民大会堂召开佤邦民族民主青年团第二届团员代表大会。截至该日期共有团员9708名。